# Jardim Alpino de Genebra
O Jardim Alpino de Genebra encontra-se na comuna de Meyrin, no cantão de Genebra, Suíça. Criado nos princípios do século XX tem mais de 3'000 espécies de plantas das quais grande parte são da flora alpina, razão porque são apresentadas num terreno pedregoso como aparecem no seu habitat natural.
Além de ser um parque público também tem uma função didática uma vez que todas as plantas estão devidamente etiquetadas . Os diversos maciços reúnem as plantas segundo a proveniência geográfica ou em  grupos especiais como Plantas suíças protegidas ou diversas Colecções. Foram escolhidos dois temas de apresentação; conjunto de plantas do mundo inteiro mas com uma particular salvaguarda das plantas alpinas suíças e, historicamente, das flora mediterrâneas da Córsega. O segundo tema é o da conservação ex-situ de plantas raras das quais 520 são de regiões suíças e mais de 250 da flora dos Alpes.